# Long Văn
Long Văn (tiếng Trung: 龙文区, Hán Việt: Long Văn khu) là một quận của thành phố Chương Châu, tỉnh Phúc Kiến, Cộng hòa Nhân dân Trung Hoa. Quận này được Quốc vụ viện phê chuẩn ngày 31 tháng 5 năm 1996 và được chính thức thành lập tháng 7 năm 1997. Quận Long Văn có 4 trấn, 41 thôn hành chính, 5 ủy ban cư và một nông trường trấn biện.